# Рубанович, Илья Адольфович
Илья Адольфович Рубанович (22 мая 1859, Одесса, Российская империя — 16 октября 1922, Берлин, Веймарская республика) — русский революционер, публицист, народник, член партии «Народная воля», член ЦК партии эсеров, учёный-физик, педагог.

## Биография
Родился в еврейской семье. Сын адвоката. Учился в гимназии. Окончил физико-математический факультет Новороссийского университета, защитил диссертацию на соискание степени кандидата физических наук. С конца 1870-х участвовал в народническом движении в Одессе. После организации партии «Народная воля» входил в одесскую группу членов партии. В 1882 году арестован и выслан как иностранный гражданин за границу. Поселился во Франции. Преподавал русский язык в колледжах. Работал библиотекарем в Тургеневской библиотеке в Париже. В 1890-х член Группы старых народовольцев. Профессор Парижского университета (Сорбонны).
Один из организаторов партии социалистов-революционеров и член её ЦК. В 1901 был делегирован в состав Международного социалистического бюро в Брюсселе. С 1904 года — постоянный представитель партии социалистов-революционеров в Международном социалистическом бюро. Представлял партию во Втором интернационале, входил в его руководящие органы. Представлял партию эсеров на международных социалистических конгрессах в Амстердаме (1904) и Штутгарте (1907).
С начала Первой мировой войны — социал-патриот. После октября 1917 — член Заграничной делегации партии эсеров.
Умер во время заседания Заграничной делегации партии эсеров в Берлине. Похоронен на кладбище Монруж под Парижем.

## Публицистическая деятельность
Вместе с Н. С. Русановым вёл журнал «La Tribune Russe». В 1920—1922 печатался в журнале «Революционная Россия» (Таллин, Берлин).

## Семья
Первая жена Оловенникова, Мария Николаевна. Брак бездетный.
Сын во втором браке — Рубанович Пётр Ильич — врач-психиатр, общественный деятель. Жил в Париже. Доктор медицины. Руководил клиникой. Член Общества русских врачей имени Мечникова. В 1930-е выступал с докладами о современной терапевтике в психиатрии на заседаниях Общества.

## Современники о Рубановиче
В. М. Чернов, 1892
 «Про внешнее впечатление, которое сразу произвёл на меня новый знакомый, прежде всего приходилось сказать: импозантное. Крупная, коренастая фигура, свидетельствующая о физической силе; энергичная осанка; в тоне, в жестах, во всех движениях — уверенная и спокойная твёрдость, свидетельствующая в то же время о большом темпераменте. Хорошо посаженная голова, окаймлённая чёрною шевелюрою, волевой подбородок и хорошо очерченный лоб. В целом — очень красивый еврейский тип, так и просящийся в модель для Саула или Бар-Кохбы, может быть, для Самсона. По манерам — подлинный иностранец, и таков же он по всем приёмам речи, тогда для меня ещё новым: спрашивать о происхождении шутливой клички „француза из Одессы“ не приходилось. У него был красивый и звучный голос, твёрдого металлического тембра, более всего пригодного для драматической приподнятости, рыцарственного оттенка».
В. И. Сухомлин
«Из других более активных деятелей и ближайших помощников „Елены Ивановны“ в 1881 году я познакомился с двумя даровитыми студентами: И. А. Рубановичем и С. Коганом. Первый из них, организовавший чтение научных лекций среди рабочих, мне очень понравился своей серьёзностью, искренностью, отсутствием всякой позы и карьеризма, несмотря на то, что он считался в то время в Новороссийском университете самым выдающимся студентом, получившим золотую медаль за диссертацию по физике. К сожалению, Стрельников быстро до него добрался и выслал его в качестве французского подданного за границу, где впоследствии он получил большую известность в качестве профессора Сорбонны и деятеля II Интернационала».